# Pliage du papier toilette dans les hôtels
Pour les articles homonymes, voir Pliage (homonymie).

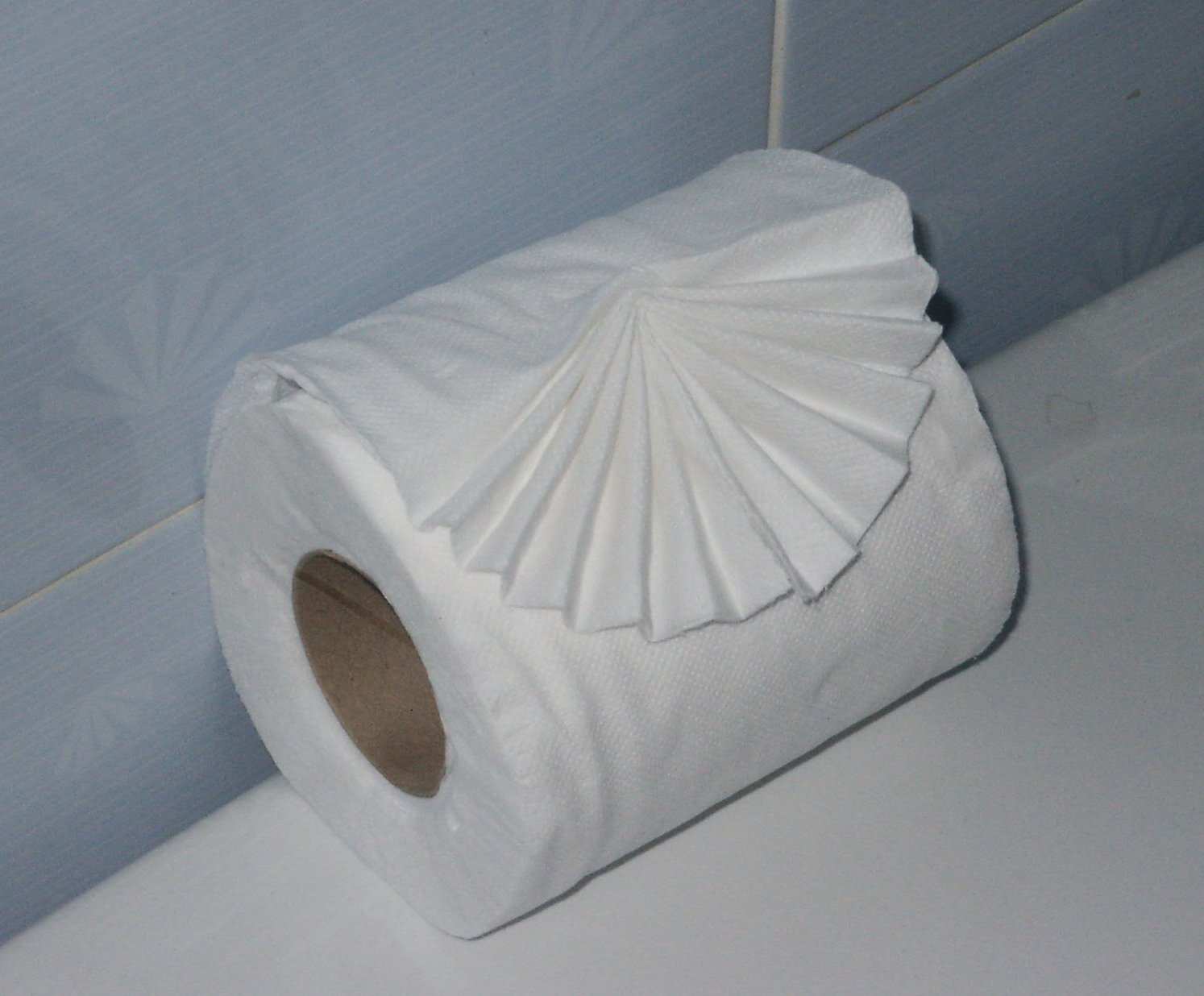
Pliage sophistiqué d'un rouleau de papier toilette, assorti au motif du carrelage mural, en Thaïlande.

Le pliage du papier toilette dans les hôtels, parfois appelé toilegami par référence à l'origami, est le fait d'effectuer un pliage de la dernière ou des dernières feuilles du rouleau de papier toilette placé dans le dérouleur des toilettes des chambres de certains hôtels. Outre l'effet esthétique, c'est un des moyens trouvés par l'établissement hôtelier de montrer que le service de nettoyage est passé dans la salle de bains. Le pliage du papier toilette impose d'avoir une orientation par le dessus du rouleau.

## Diffusion

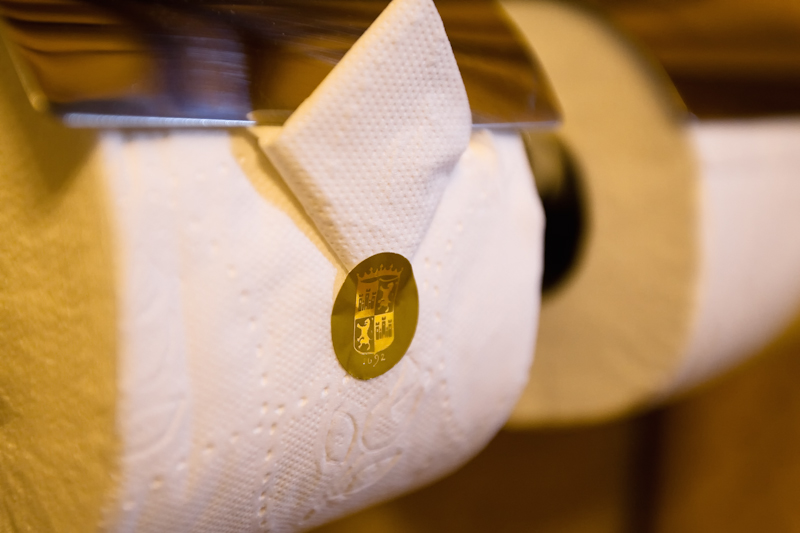
Rouleau de papier toilette plié et scellé à l'hôtel Monasterio de Cuzco au Pérou.

La pratique du pliage du papier toilette est répandue dans le monde entier, et quel que soit le niveau de service de l'hôtel, bien que plus l'établissement est haut de gamme, plus la propension à y rencontrer cette pratique est élevée.
Au Japon, la pratique est très répandue dans la culture et va bien au-delà du monde de l'hôtellerie. Il existe sur le marché des plieurs de papier toilette automatiques qui permettent d'économiser du temps au personnel de chambre des hôtels, et de répliquer la pratique dans les foyers du pays.

## Raisons
Le fait de plier le papier toilette est destiné à prouver aux clients que la chambre d'hôtel a bien été nettoyée. Lors d'une enquête menée par le journaliste David Feldman, tous les hôtels contactés ont répondu de manière similaire : le pliage du papier montre que le personnel effectuant le ménage est bien passé dans la salle de bains depuis le départ du dernier client. De plus, ce genre de détail impressionne le client et détourne son attention quant à la présence possible de défauts de ménage dans le reste de la chambre.

## Techniques

Pliages classiques
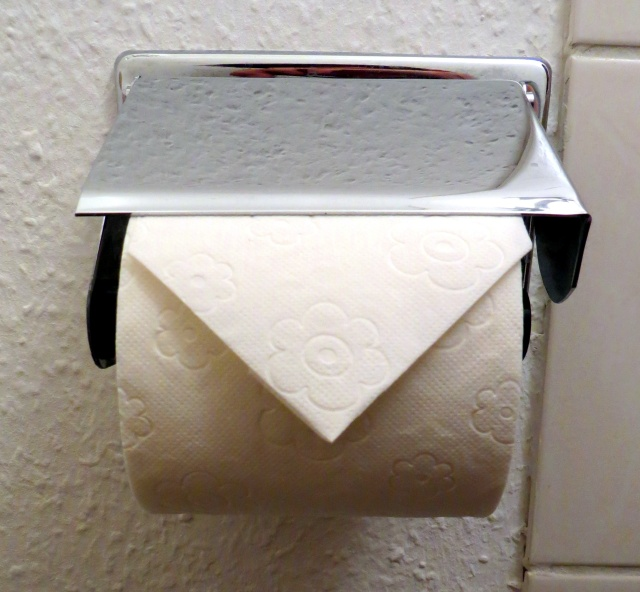
Triangle.
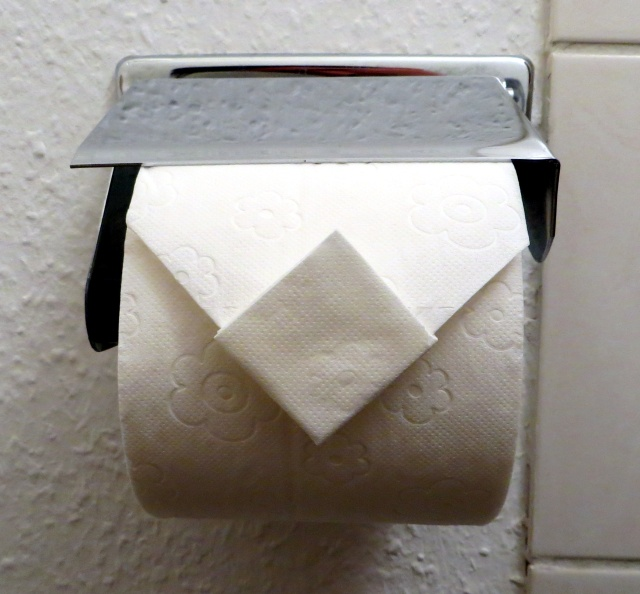
Losange.
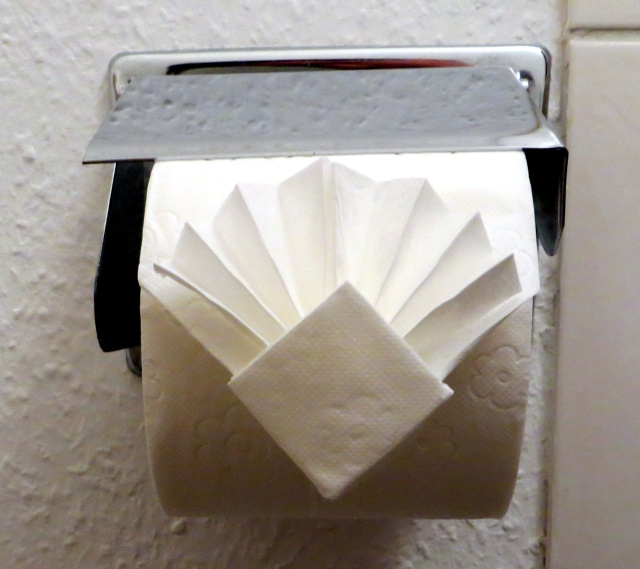
Éventail.

Le pliage le plus basique est celui en triangle en utilisant uniquement la dernière feuille du rouleau. Des pliages plus complexes, abstraits ou en forme d'animaux ou de végétaux, demandent de plus grands nombres de plis et une plus grande maîtrise de la technique.
Le pliage est généralement effectué à la main par le personnel de l'hôtel ; cependant, une machine japonaise appelée Meruboa permet d'effectuer un pliage mécanique automatique en triangle.

## Aspect psychosocial du travail
Le temps moyen nécessaire pour effectuer un pliage à la main est évalué à 5,73 secondes, ce qui représente annuellement au niveau mondial quelque dix millions d'heures de travail soit plus de 5 000 équivalents temps plein. C'est pourquoi des chercheurs s'interrogent à propos de la contre-productivité de certaines tâches, parmi lesquelles le pliage du papier hygiénique, dont le personnel d'entretien des hôtels, qui accomplit déjà un travail pénible, pourrait être déchargé.